# SB Creative
SB Creative Corp. (SBクリエイティブ株式会社 Esubī Kurieitibu Kabushiki gaisha?) es una editorial japonesa y una filial de la compañía de telecomunicaciones SoftBank. Fue fundada en 1999 y tiene su sede en Tokio.

## Publicaciones

### Sellos de novelas ligeras
- GA Bunko
- Ga Novel